# 1833

## Esdeveniments
Països Catalans
- 22 de març: Barcelona: Es publica el primer número del periòdic El Vapor.[1]
- 4 d'octubre: Aixecament carlista a Prats de Lluçanès (Osona). Comença la Primera Guerra Carlina.[2]
- Bonaventura Carles Aribau publica el poema Oda a la Pàtria.
- 29 de novembre, Barcelona: es posa en funcionament el vapor Bonaplata, Rull, Vilaregut i Cia, la primera fàbrica accionada per un motor de vapor a Catalunya.[3]
- Amb la divisió territorial d'Espanya de 1833 s'aboleixen els corregiments i el territori peninsular és dividit administrativament en les diverses províncies d'Espanya

Resta del món
- 6 de febrer: Samuel Morse presenta el telègraf en públic.
- 13 de maig: Felix Mendelssohn estrena la seva Simfonia Italiana a Londres, dirigint personalment l'Orquestra Filharmònica de la ciutat.
- Agost: Després d'una llarga campanya de més de quaranta anys, el Parlament del Regne Unit aboleix l'esclavitud a la major part de l'Imperi Britànic aprovant la Slavery Abolition Act, la qual entrà en vigor l'agost de l'any següent.
- 11 d'octubre - Los Arcos (Estella Oriental, Navarra): Santos Ladron de Cegama fou capturat després que els carlins perdessin la batalla de Los Arcos durant la Primera Guerra Carlina.
- 6 de desembre - Calanda (Baix Aragó): els liberals guanyen la batalla de Calanda durant la Primera Guerra Carlina.

## Naixements
Països Catalans
- 7 de gener - Tremp, Corregiment de Talarn: Josep Manyanet i Vives, prevere català (m. 1901).
- 3 de febrer - Bocairent: Blai Maria Colomer, compositor, pianista i professor valencià estabert a París (m. 1917).[4]
- 3 de desembre - Barcelona: Francisca Soler de Ros, popularment Paca Soler, primera actriu catalana (m. 1884).[5]

Resta del món
- 23 de gener, Veracruz: Francisco Díaz Covarrubias, enginyer.
- 26 de gener, Münster, Prússia [actual Alemanya]: Elisabet Ney, escultora prussiana (m. 1907).[6]
- 19 de febrer: Élie Ducommun, pacifista suís, Premi Nobel de la Pau el 1902 (m. 1906).
- 30 d'abril, Bordeus: Hortense Schneider, cantant francesa d'opereta, del Segon Imperi.[7]
- 7 de maig: Johannes Brahms, compositor alemany (m. 1897).[8]
- 4 de juny, Golden Bridge comtat de Dublín, Irlanda: Garnet Wolseley, militar anglès. (m. 1913).[9]
- 17 de juny, Riga, Letònia: Eduard Mertke, pianista i compositor letó.
- 20 de juny, Baiona (França): Léon Bonnat, pintor francès (m. 1922).[10]
- 7 de juliol, Namur (Bèlgica): Félicien-Joseph-Victor Rops, pintor i gravador belga, dedicat especialment al gravat a l'aiguafort i a l'aiguatinta (m. 1899).[11]
- 11 de juliol, Siena: Luigi Bombicci, mineralogista
- 20 d'agost, North Bend (Ohio), EUA: Benjamin Harrison, 23é president dels Estats Units (m. 1901).[9]
- 20 de setembre, Milà: Ernesto Teodoro Moneta, pacifista italià Premi Nobel de la Pau el 1907 (m. 1910).[12]
- 21 d'octubre, Estocolm, Suècia: Alfred Nobel, inventor de la dinamita i dels premis Nobel (m. 1896).
- 8 de novembre, Ohio: Alice B. Stockham, obstetra estatunidenca, pionera en la defensa de la sexualitat femenina.[13]
- 12 de novembre, Sant Petersburg, Imperi Rus: Aleksandr Borodín, compositor i químic rus (m. 1887).[14]
- Brussel·les: Alphonse Jean Ernest Mailly, compositor

## Necrològiques
Països Catalans
- 4 de gener, Barcelona: Agustí Torres, catedràtic de lletres humanes a la universitat de Cervera.
- 16 d'agost, Vilanova i la Geltrú, Garraf: Manuel de Cabanyes i Ballester, poeta preromàntic en llengua castellana.[15]

Resta del món
- 20 de gener, Tallinn: Elisabeth Mara, soprano alemanya de gran habilitat tècnica (n. 1749).[16]
- 21 de febrer, Saragossa: Josefa Amar y Borbón, escriptora il·lustrada espanyola.[17]
- 5 de juliol, Saint-Loup-de-Varennes (França): Joseph-Nicéphore Niépce, inventor francès i pioner de la fotografia (n. 1765).[18]

- 29 de juliol: William Wilberforce, diputat abolicionista del Parlament del Regne Unit (n. 1759).[19]
- 15 d'octubre, Neuilly-sur-Seine: Madame Cavé, pintora i professora francesa (n. 1806).[20]
- 29 de setembre, El Escorial: Ferran VII, rei d'Espanya.
- 30 de setembre, Riga, Letònia: Anton Ludwig Heinrich Ohmann, cantant, director d'orquestra, violinista i compositor alemany.
- 20 de novembre, Roma: Maria Rosa Coccia, clavicembalista i compositora italiana, Mestra de capella.[21]